# 岸本元也
岸本 元也（きしもと もとなり、1960年2月1日 - ）は、熊本県を登録地としていた元競輪選手。日本競輪学校第44期生。

## 来歴
九州東海大学を1年で中退するまではバスケットボール選手として活動。その後、自転車競技経験者を対象としない適性試験を受験して競輪学校に合格した。在校競走成績は第14位。そして、同校卒業記念レースで優勝したが、適性入学組としては初の優勝者となった。
1979年10月28日、武雄競輪場でデビューし、初勝利を挙げた。
1981年、全日本新人王戦の決勝戦に進出し、果敢に逃げて同県の北村徹の優勝に貢献する走りを見せた。自身は8着。
2011年1月13日選手登録削除。通算成績2573戦281勝、通算優勝回数24。